# Cretodytes latipes
Cretodytes latipes là một loài bọ cánh cứng trong họ Bọ nước. Loài này được Ponomarenko miêu tả khoa học năm 1977.